# Bendis tremularis
Bendis tremularis är en fjärilsart som beskrevs av William Schaus 1911. Bendis tremularis ingår i släktet Bendis och familjen nattflyn. Inga underarter finns listade i Catalogue of Life.